# Kaisersesch
Kaisersesch – miasto w Niemczech, w kraju związkowym Nadrenia-Palatynat, w powiecie Cochem-Zell, siedziba gminy związkowej Kaisersesch.